# Teleas transversosuturalis
Teleas transversosuturalis is een vliesvleugelig insect uit de familie van de Scelionidae. De wetenschappelijke naam van de soort is voor het eerst geldig gepubliceerd in 1973 door Szabó.